# Нартан
Нартан (рос. Нартан) — село у Чегемському районі Кабардино-Балкарії Російської Федерації.
Орган місцевого самоврядування — сільське поселення Нартан. Населення становить 12 813 осіб.

## Історія
Згідно із законом від 27 лютого 2005 року органом місцевого самоврядування є сільське поселення Нартан.

## Населення
| 1979 | 2002    | 2010    |
| ---- | ------- | ------- |
| 8805 | ↗12 325 | ↗12 813 |